# André de Bergame
André de Bergame, du latin Andreas Bergomas ou Bergomatis, fut un prêtre et historien lombard qui vécut au cours du IXe siècle en Italie alors partie intégrante de l’Empire carolingien.
Il participa à la rédaction d’une Chronique, qui est pour partie un résumé de l'Histoire des Lombards de Paul Diacre (Historia Langobardorum), pour partie une œuvre originale. Ce Chronicon en effet part de l’invasion de la péninsule par le roi des Lombards Alboin au VIe siècle, et se déroule jusqu'à la mort du roi de Francie occidentale Charles II le Chauve, l'un des petits-fils de Charlemagne. En 877, Charles est alors empereur depuis deux ans à peine (son successeur est Charles III le Gros, roi de Francie orientale, m. 888) . Parmi les détails qu'André de Bergame note de première main, le déplacement du corps de Louis II le Jeune roi d'Italie, depuis Brescia où il était décédé en 875 pour Milan. Le manuscrit de la Chronique est conservé à Saint-Gall en Suisse, dans la Collection Vadian déposée à la Bibliothèque cantonale.

## Biographie
André de Bergame a vécu au IXe siècle. Il est prêtre de la ville de Bergame. Il participe au transfert du corps du roi d’Italie Louis II le Jeune de la ville de Brescia où il était décédé vers Milan. Le 1er décembre 870, André de Bergame aurait participé à Bonate, avec l’évêque de Bergame Garibaldo, à des échanges de biens avec un évêque, Sigifredo de Casteniate.

## Genèse du compendiumHistoire des Lombards
Le compendium couvre en premier lieu la période allant des environs du IIe siècle, c’est-à-dire à l’origine quasi mythique d’où les Lombards émergent du monde inconnu de la Scandinavie pour s’installer sur les rives de l’Allemagne du nord jusqu’à la mort du dernier souverain lombard, le plus brillant et réunissant quasiment toute la botte italienne à son pouvoir, Liutprand en l’an 744. Entretemps, l’œuvre en question relate poétiquement à l’aide de contes et de légendes l’histoire de ce peuple germanique et leur descente toujours plus vers le Sud de l’Europe pour ensuite traverser les Alpes et entrer dans la péninsule via la Pannonie avec l’autre grand souverain de cette épopée, le roi Alboïn vers le milieu du VIe siècle. L’un des auteurs de l’Histoire des Lombards et probablement le seul, Paul Diacre, Lombard et d’origine noble, avait un ancêtre ayant participé à l’invasion de la péninsule transalpine avec le roi Alboïn. Durant sa jeunesse, il disposa d’une éducation classique dans la langue latine. Mort vers l’an 799, le royaume lombard a été conquis par Charlemagne en 774 du vivant de Paul Diacre sans que ce dernier ni même André de Bergame en fassent mention dans leurs œuvres respectives.
Les Lombards sont un peuple qui est souvent considéré comme étant germanique, mais qui en réalité est d’origine scandinave qui progressivement depuis le IIe-IIIe siècles s'est déplacé vers le Nord de l’Allemagne, sur l’Elbe, pour ensuite migrer toujours plus au sud. C’est vers le milieu du VIe siècle, vraisemblablement depuis la Pannonie (Hongrie actuelle), que les Lombards traversent les Alpes ceinturant la Vénétie et envahissent la plaine du Pô avec à leur tête le roi Alboïn et fondent le royaume hyponyme, le royaume lombard en Italie du Nord principalement. Paul Diacre et André de Bergame remontent tous les deux aux origines du peuple lombard, mais Paul Diacre fait un bref survol clair, en latin, qui a le mérite de poser les bases de l’existence des Lombards en tant que peuple :
« Certum est Langobardos, ab intactae ferro barbae longitudine, cum primitus Winili dicti fuerint, ita postmodum appellatos. Nam juxta illorum linguam, lang longam, Baert barbam significat. Wodan sane, quem adjecta littera Gwodan dixerunt, ipse est, qui apud Romanos Mercurius dicitur, et ab universis Germaniae gentibus ut Deus adoratur; qui non circa haec tempora, sed longe anterius, nec in Germania, sed in Graecia fuisse perhibetur. »
En français, le passage se lit comme suit :

« Il est pourtant certain que les Lombards tirent leur nota de leurs longues barbes, que le fer ne touche jamais ; car auparavant ils étaient appelés Winiliens. Dans leur langue Lang veut dire long, et Baert, Barbe, Wodan, qu'ils ont aussi appelle Godan en ajoutant une lettre est le Mercure des Romains, et il est adoré par toutes les nations de la Germanie, et il a existé non pas alors ; mais bien auparavant, non pas en Germanie ; mais en Grèce. »

La partie écrite par Paul Diacre s’arrête vraisemblablement avec la mort du dernier grand roi lombard en l’an 744, Liutprand. La suite dans les livres d’histoire est bien connue. Après Liutprand, le royaume lombard entame sa période de déclin avant que Charlemagne n'y mette un terme définitif en intégrant le royaume à son Empire en l’an 774.

## Historia Langobardorum,Histoire des Lombardset André de Bergame
Il est fort probable que le compendium en question fut écrit de plusieurs mains et qu’il s’agit ni plus ni moins d’une compilation d’œuvres. Jusqu’à ce jour, deux auteurs seulement ont été identifiés : Paul Diacre, en premier lieu, et André de Bergame, avec sa Chronique, constituant une rallonge au compendium. La Chronique de ce dernier commence vraisemblablement là où Paul Diacre s’était arrêté, vers la mort de Liutprand en l’an 744. Elle s’arrête à la mort du cinquième empereur d’Occident Charles II le Chauve, en l’an 877, soit trois quarts de siècle après Paul Diacre. Paul Diacre a quelques avantages sur André de Bergame. En fait, il a joui d’une éducation classique qui lui a permis d’acquérir une érudition dans la culture latine et il fut témoin direct des évènements historiques de son époque. Il côtoya les grands érudits de l’époque, tel Alcuin, et travailla directement pour Charlemagne lui-même à sa cour. L’Histoire des Lombards fut donc écrite d’une main habile dans un style clair et précis, un latin limpide s’inspirant des auteurs antiques de la littérature romaine tout en ayant un langage bien à lui.
André de Bergame, quant à lui, n’a pas eu les mêmes chances ni les mêmes privilèges. Rappelons d’entrée de jeu que ce ne sont pas tous les Lombards qui furent, comme Paul Diacre et André de Bergame, pourvus de titres, de responsabilités et aussi d'un bagage culturel respectable. En fait, l’arrivée des Lombards dans la péninsule est récente et remonte à 250 ans à peine, au moment de la mort de Liutprand, ou 350 ans, au moment de la mort de Charles le Chauve au pied des Alpes françaises en l’an 877. L’intégration des Lombards d’une manière générale fut difficile à plus d’un titre et s’ils finissent par s’intégrer culturellement et politiquement à l’Europe, comme les Hongrois plus tard, ils conservent néanmoins des pans entiers de la culture lombarde comme les prénoms et la toponymie des lieux qu’ils nomment. Ils agissent en conquérants dans un premier temps, sont réfractaires à la culture romaine et se convertissent tardivement au catholicisme romain de l’Église. Initialement et même tardivement, les Lombards sont des adeptes et demeurent attachés pendant longtemps à l’arianisme, une variante du christianisme proscrite par l’Église car ne respectant pas les dogmes catholiques. C’est la raison pour laquelle l’Église fera fréquemment appel au royaume franc avec Pépin le Bref et Charlemagne lui-même pour mater cette gêne que constituaient les Lombards pour l’Église, la différence culturelle fondamentale qu’ils représentaient, leur attitude belliqueuse, leurs factions guerrières et leur ambition militaire pour le reste de la péninsule. Il est alors fort probable que cet arrière-plan historique a rejailli sur l’historien bergamasque ; et, dans sa jeunesse, n’étant pas d’origine noble comme son prédécesseur, il se peut fort bien qu’il n’ait pas eu de formation sérieuse dans la culture latine. Rappelons aussi que la ville de Bergame constitue à l’époque un bastion de la culture lombarde. C’est ce qui explique le style flou et une orthographe plus ou moins incohérente, mais pas si incompréhensible, voire inintelligible comme on a voulu le faire croire.
Dans le Chronicon figure un passage original à propos des signes visibles dans le ciel un mois avant la mort de l'empereur Louis Ier le Pieux, quatrième fils de Charlemagne. L'attention aux signes astronomiques est typique de cette période de la Renaissance carolingienne. Un des biographes de Louis le Pieux est d'ailleurs surnommé L'Astronome :
« Indictione tertia sic fuit sol obscuratus in hoc mundo, et stellas in celo parebant, 3.Nonas Magias, ora nona, in laetanias Domini, quasi media ora. Facta est tribulatio magna. Cumque hoc populus intenderent, multi extimabant, quod iam amplius hoc seculum non staret;  sed dum haec angustia contemplarent, refulsit sol et quasi tremidus in antea umbraculam fugire cepit. Ipsa vero nocte sequenti prope matutino facta est lux quasi in die. Haec signa in celo conperta, doctores in suorum monitiones dixerunt: Estote, fratres, parati; quia adimpletum est quod in evangelio Dominus dixit: cum haec signa videritis, scitote, quia prope est die Domini magnus et manifestus. Sequenti autem mense Iunio Hludowicus imperator defunctus est, suosque dies finivit in pace. »
On voit clairement la différence langagière et stylistique entre les deux auteurs. Mais force est de constater que l’Empire carolingien et la « Renaissance carolingienne » qu’il a engendrée fut un épisode important pour l’historiographie puisque les hommes à cette époque sont poussés par un travail intense d’érudition afin de dater chronologiquement le temps, mettre à jour l’ère dans lequel ils vivent, voire trouver un cadre spatiotemporel spécifique à la civilisation qui se développe, à l’effervescence culturelle amorcée par le monde carolingien.
Il est difficile d’affirmer si André de Bergame fut un témoin direct des évènements de son temps, voire un témoin indirect, relatant les faits selon son point de vue. Constat qui est flagrant quand on porte une analyse plus pénétrante sur l’Andreas Chronicon de l’Histoire des Lombards. Il reste que de son vivant, de grands évènements historiques se sont produits et qui sont relatés dans sa chronique comme l’avènement de Lothaire en tant qu’empereur d’Occident et père de Louis II le Jeune, la révolte du roi d’Italie Bernard contre le pouvoir carolingien à la même époque, l’avènement et la mort de l’empereur d’Occident et roi d’Italie Louis II le jeune et la crise successorale qui va s’ensuivre pour l’obtention du trône italien que Charles II le Chauve obtiendra de manière éphémère car ce dernier meurt deux ans plus tard en l’an 877, là où la chronique s’arrête. Or, André de Bergame ne fait cependant aucune mention de Charlemagne ou presque et ne relate d’aucune manière son sacre, pourtant décisif pour l’histoire de l’Europe et de la péninsule transalpine.
L’historien bergamasque fait une analyse plus pénétrante et qui se limite à l’aire géographie de la péninsule italienne en se focalisant sur des personnages secondaires de l’histoire carolingienne et de l’histoire en général comme le roi Bernard ou Louis II le Jeune, d’où l’idée d’en faire un historien pré-italien, posant les bases d’une mémoire historique de l’Italie. Sa mention de la bataille de Fontenoy de l’an 841, elle, mérite d’être saluée à plus d’un titre. Cette bataille est un évènement décisif pour l’histoire de l’Europe alors qu’il en est rarement fait mention dans les livres d’histoire et militaires. Elle bien plus décisive que l’est le traité de Verdun de 842. Cette bataille divise de manière décisive l’Empire carolingien entre Charles II le Chauve, d’une part, Louis Le Germanique, d’autre part, et consacre la défaite de Lothaire et l’union de l’Empire qui se retrouve coincé entre les deux avec une mince bande de terre allant des Pays-Bas jusqu’au Bénévent en Italie. Par la suite, Lothaire meurt et la Lotharingie disparaît, mais au sud subsiste le royaume d’Italie avec à sa tête nul autre que le fils de ce dernier, Louis II le Jeune. La bataille de Fontenoy-en-Puisaye marque le début de la division de l’espace européen et renforce l’idée chez les contemporains qu’André de Bergame fut un historien lombard plus attaché finalement à l’Italie et aux intérêts de la Péninsule.
Enfin, André de Bergame dut sûrement s’inspirer de l’œuvre précédente de Paul Diacre pour écrire sa continuation historique de l’Histoire des Lombards, mais il reste que le dernier s’est aussi lui-même inspiré d’œuvres précédentes comme l’Origo gentis Langobardorum. Comme pour cet écrit, l’Histoire des Langobards n’est pas seulement un document historique, mais est aussi un compendium de poèmes et de légendes germaniques. À l’époque carolingienne et même depuis jusqu’à aujourd’hui, il est récurrent que les historiens reprennent le travail ou s’inspirent d’historiens antérieurs, comme Grégoire de Tours ou Bède le Vénérable, et comme c’est le cas avec Paul Diacre.

## Louis II le Jeune d’Italie et André de Bergame
L’Empereur et roi d’Italie Louis II naquit en l’an 825 et mourut en l’an 875. Il était l’arrière-petit-fils de Charlemagne. Il aura eu l’originalité d’être nommé deux fois empereur d’Occident tout en ayant le titre de roi d’Italie, réunissant le Nord et le Centre, à part les États pontificaux. Le règne de Louis II sera marqué par les guerres contre les Musulmans envahissant le sud de l’Italie et par un refroidissement des relations avec l’empire byzantin, notamment lors du siège de Bari aux prises avec les Musulmans en l’an 872. À sa mort, survenue en l’an 875 à Brescia, on déplace le corps de l’empereur à Milan.
Si André de Bergame y était, il n’était pas le seul à participer à l’inhumation du souverain et il ne faisait pas partie des plus hautes instances de l’Église présentes lors de cet évènement. Il y participa sous le titre de presbytre, sans plus. L’évêque de Bergame, Gariblado, l’archevêque de Milan, Ansperto et l’évêque de Crémone, Benoît, étaient les hiérarques ecclésiastiques chargés de l’inhumation du corps.

Dans sa chronique, André relate les faits comme suit :
« Igitur post annum, hoc est indictione 8. stella cometis in caelo comparuit, similitudo radientibus longinque caude per totum mense Iunium, mane et vespere. Deinde de in mense Iulio Sarracini venerunt, et civitate Cummaclo igne cremaverunt. Sequenti autem mense Augusto Hludovvicus imperator defunctus est, pridie Idus Augusti in finibus Bresiana. Antonius vero, Bresciane episcopus, tulit corpus eius, et posuit eum in sepulchro in ecclesia sanctae Mariae, ubi corpus sancti Filastrici quiescit. Anspertus Mediolanensis archiepiscopus mandans ei per archidiaconum suum, ut reddat corpus illud ; ille autem noluit. Tunc mandans Garibaldi Bergomensis episcopus et Benedicti Cremonensis episcopus cum suorum sacerdotes et cuncto clero venire, sicut ipse archiepiscopus faciebat. Episcopis vero ita fecerunt et illuc perrexerunt ; trahentes eum a terra et mirifice condientes, dies quinto post transitum in pharetro posuerunt, cum omni honore, hymnis Deo psallentibus, in Mediolanum perduxerunt. Veritatem in Christo loquor : ibi fui et partem aliquam portavi, et cum portantibus ambulavi a flumine qui dicitur Oleo usque ad flumen Adua. Adductus igitur in civitate cum magno honore et lacrimabili fletu, in ecclesia beati Ambrosii confessoris sepelierunt die septimane suae. Qui imperavit annos 32, id est vivente patre annos 12, post mortem patris annos 20. »

### Publications
- (la) Andrea da Bergamo, Andreas Bergomatis Chronicon,
- (la) André de Bergame, Chronicon sur Institut für Mittelalter Forschung .